# Махтумкули (фильм, 1968)
«Махтумкули» — советский фильм 1968 года режиссёра Алты Карлиева снятый на киностудии «Туркменфильм».

## Сюжет
Эпизоды биографии туркменского поэта XVIII в. Махтумкули по мотивам романа К. Кулиева «Махтумкули».
Окончив учение в Хивинском медресе поэт Фраги Махтумкули возвращается в родной туркменский аул. Он учит детей, слагает стихи, любит прекрасную девушку и любим ею. Но местному баю Черкез-хану не по душе призывы поэта к объединению туркмен, и его воины сжигают аул. Взятого в плен Махтумкули хан назначает своим придворным стихотворцем, а получив отказ тиран приказывает убить поэта. Но стражник помогает тому бежать. Вернувшись в сожженый аул, Махтумкули стал призывать туркмен к объединению с Россией, ибо одним им не справиться со своими бедами.

Туркменские кинематографисты поставили фильм о славном сыне своего народа. Бережно, по крупицам, собирали они то немногое, что известно о самом Махтумкули по дошедшим до нашего времени документам и историческим свидетельствам. Но главным в драматической киноповести «Махтумкули» стали не личные беды и радости, не дела и стихи трудно жившего поэта, а небывалая по трагизму история жизни самого народа, от которой неотделима судьба певца его горя и невзгод, судьба Махтумкули, выразителя надежд и чаяний народа— кинокритик Раиса Зусева, журнал «Спутник кинозрителя», май 1969 года

## В ролях
- Хоммат Муллык — Махтумкули
- Мухаммед Черкезов — Мерген
- Гюльджан Довулетмурадова — Мангли
- Ива Какабаева — Зубейда
- Ата Аловов — Овез
- Н. Карлиев — Ельбарс
- Г. Кулиева — Акгыз
- Г. Торемурадова — Хатиджа
- Лиза Караева — Халлы
- Союн Амангельдыев — Черкез-хан
- Куллук Ходжаев — Кадыр-Сердар
- Клыч Бердыев — Дурды-Шахир
- Мурад Курбанклычев — Хартык
- Дурды Сапаров — Назар-ага
- Байрам Садыков — Гулам-хан
- Фуад Алиев — Хасан-хан
- Ата Довлетов — Джума
- Аннам Курбанов — Сулейман мулла
- Владимир Бершанский — Стебелев
- Аман Курбандурдыев — Али
- Г. Херраев — Беркели-хан
- Назар Бекмиев — Аллаберды-хан
- Акмурад Бяшимов — старик Сарбаз

## Критика
В роли Махтумкули снимался Хоммат Муллык. Умные глаза, чудесная актерская фактура, пластичность, умение передать внутреннее состояние героя — все это помогло ему создать правдивый образ великого туркменского поэта. Внимание зрителей, несомненно, привлечет операторская культура А. Карпухина, мелодичная и современная музыка молодого композитора Н. Халмамедова.— И.Лаврентьев — Махтумкули // Советский Экран, № 19, 1968